# خربوق أسود
خُربوق أسود نوع واسع الانتشار من النباتات المزهرة المعمرة في فصيلة الزهور الحزمية. ساقه تعلو نحو ١٠٠ سم. أوراقه ملساء النصل على صفحتيه. أزهاره بلون الأرجوان العابق القاتم. ازهراره صيقي يستمر من أوائل تموز إلى أواخر آب.

## الاستخدام في البستنة

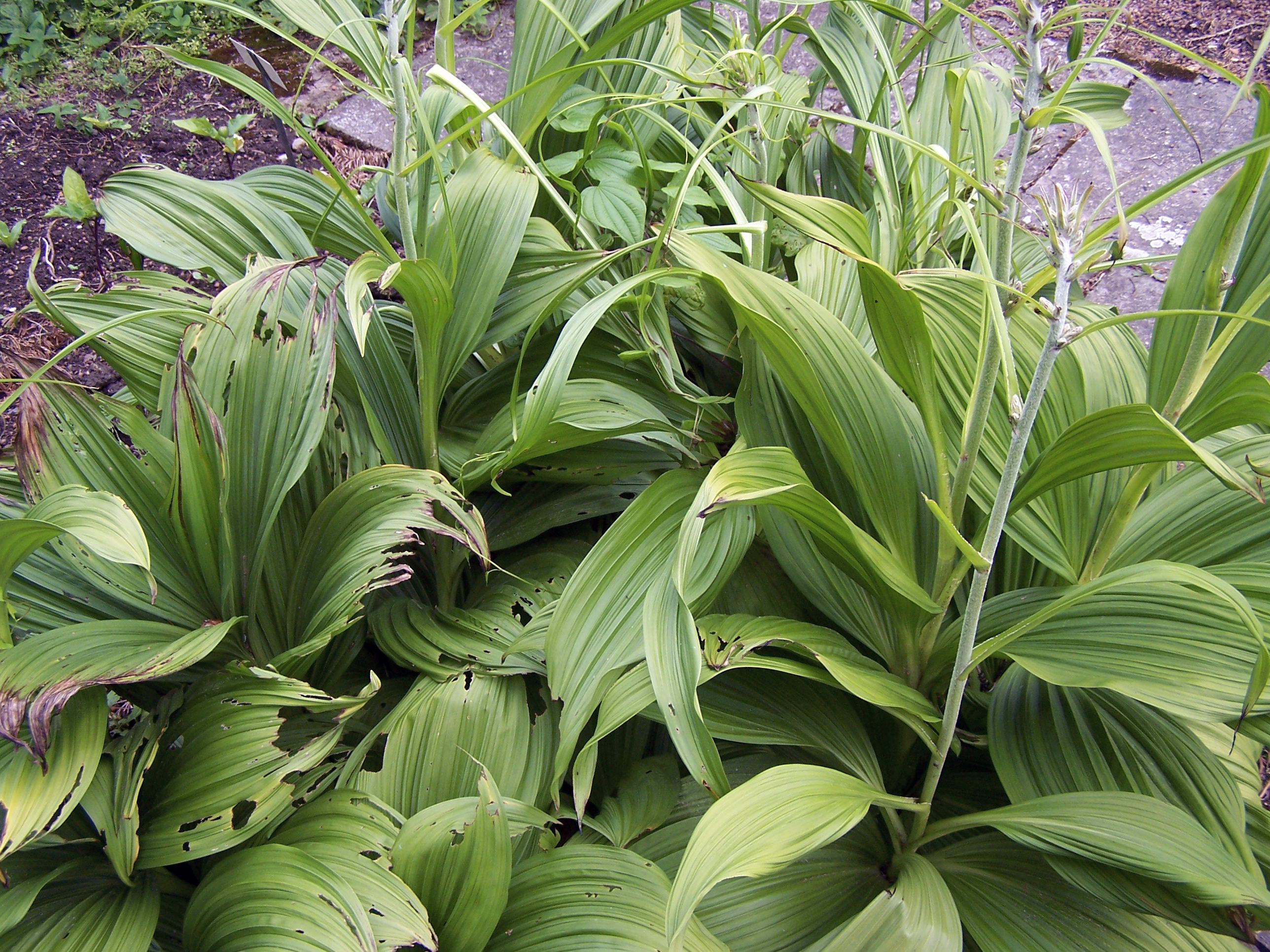
أوراق الشجر

استخدم الخربوق الأسود نباتًا للزينة في الحدائق الأوروبية على الأقل منذ عام 1773. كان شائع الاستخدام في عام 1828  وزرعه تشارلز داروين في حديقته في أربعينيات القرن التاسع عشر. لا يزال النبات يستخدم على نطاق واسع في الحدائق في أوروبا وآسيا بسبب أزهاره السوداء الرائعة. وتستخدم لإضافة ارتفاع للحديقة ووسيلةً لجعل خلفية داكنة للنباتات والزهور ذات الألوان الزاهية. تتكيف حبات البذور الكبيرة مع الشتاء جيدًا (تميل إلى عدم السقوط في الرياح العاتية)، ويمكن أن تكون نباتًا شتويًا رائعًا لبذور الزينة أيضًا. ومع ذلك، من الصعب العثور عليها ومكلفة للغاية في الولايات المتحدة.

## السمية
جميع أجزاء النبات سامة. وأعلى تركيز للسموم تميل إلى أن تكون في جذمور. تختلف السمية اختلافًا كبيرًا حسب طريقة التحضير (مستخلص، مستخلص مائي، إلخ)، وطريقة التطبيق. فقط 1.8 غرام لك كيل قد يسبب الوفاة بسبب اختلال ضربات القلب. حدث الموت حتى بجرعة منخفضة تصل إلى 0.6 غرام.

## الاستخدام الطبي
يمكن للجذر الجاف يخفض ضغط الدم ويبطئ معدل ضربات القلب وذلك عن طريق تحفيز العصب المبهم إذا وُصِف بجرعات صغيرة داخليًا. وقد استخدم لعلاج ارتفاع ضغط الدم وقصور القلب وعلاج ما قبل تسمم الحمل. وجد أنه يعمل مضادًا حيويًا ومبيدًا حشريًا.

## استخدامات أخرى
يُمزج مستخلص أوراق الخربوق الأسود في آسيا مع الماء في محلول من 1٪ إلى 5٪ ويستخدم في العديد من المناطق الريفية لقتل البراغيث ويرقاتها وبيضها في المراحيض.